# 1977年のMLBドラフト
1977年のMLBドラフト（1977 First-Year Player Draft ）とは、1977年6月に行われたMLBのアマチュアドラフトである。

## 1巡目指名
|  | = オールスターゲーム選出 |  | = アメリカ野球殿堂選出 |

| 順位 | 選手                       | チーム                         | 守備位置 | 学校                               |
| ---- | -------------------------- | ------------------------------ | -------- | ---------------------------------- |
| 1    | ハロルド・ベインズ         | シカゴ・ホワイトソックス       | 外野手   | セントマイケルズ高校               |
| 2    | ビル・ガリクソン           | モントリオール・エクスポズ     | 投手     | ジョリエット・カトリックアカデミー |
| 3    | ポール・モリター           | ミルウォーキー・ブルワーズ     | 遊撃手   | ミネソタ大学                       |
| 4    | ティム・コール             | アトランタ・ブレーブス         | 投手     | ソーガティーズ高校                 |
| 5    | ケビン・リチャーズ         | デトロイト・タイガース         | 投手     | セオドア・ルーズベルト高校         |
| 6    | テリー・ケネディ           | セントルイス・カージナルス     | 捕手     | フロリダ州立大学                   |
| 7    | リチャード・ドットソン     | カリフォルニア・エンゼルス     | 投手     | アンダーソン高校                   |
| 8    | ブライアン・グリア         | サンディエゴ・パドレス         | 外野手   | ソノラ高校                         |
| 9    | デビッド・ヒブナー         | テキサス・レンジャーズ         | 遊撃手   | レイク・ハウエル高校               |
| 10   | クレイグ・ランディス       | サンフランシスコ・ジャイアンツ | 遊撃手   | ビンテージ高校                     |
| 11   | ブルース・コンプトン       | クリーブランド・インディアンス | 外野手   | ノーマン高校                       |
| 12   | ランディ・マーツ           | シカゴ・カブス                 | 投手     | サウスカロライナ大学               |
| 13   | アンドリュー・マッデン     | ボストン・レッドソックス       | 投手     | ニューハートフォード高校           |
| 14   | リッキー・アダムス         | ヒューストン・アストロズ       | 遊撃手   | モントクレア高校                   |
| 15   | ポール・クロフト           | ミネソタ・ツインズ             | 外野手   | モリスタウン高校                   |
| 16   | ウォーリー・バックマン     | ニューヨーク・メッツ           | 遊撃手   | アロハ高校                         |
| 17   | クレイグ・ハリス           | オークランド・アスレチックス   | 投手     | ブエナ高校                         |
| 18   | アンソニー・ナイスリー     | ピッツバーグ・パイレーツ       | 外野手   | メドーデール高校                   |
| 19   | デュランゴ・ヘーゼルウッド | ボルチモア・オリオールズ       | 外野手   | サクラメント高校                   |
| 20   | ボブ・ウェルチ             | ロサンゼルス・ドジャース       | 投手     | イースタンミシガン高校             |
| 21   | マイク・ジョーンズ*        | カンザスシティ・ロイヤルズ     | 投手     | サザーランド高校                   |
| 22   | スコット・マニングホフ     | フィラデルフィア・フィリーズ   | 投手     | パーセル・マリアン高校             |
| 23   | スティーブ・テイラー       | ニューヨーク・ヤンキース       | 投手     | デラウェア大学                     |
| 24   | タッド・ベンゲル           | シンシナティ・レッズ           | 三塁手   | ハート高校                         |
| 25   | トム・ゴフィナ             | トロント・ブルージェイズ       | 遊撃手   | シドニー高校                       |
| 26   | デーブ・ヘンダーソン       | シアトル・マリナーズ           | 外野手   | ドス・パロス高校                   |

*未契約